# Песчаная мелания
Песчаная мелания (лат. Melanoides tuberculata) — вид тропических улиток семейства Thiaridae. Вид с очень широким ареалом, интродуцированный в Новый Свет. Довольно частый обитатель пресноводных аквариумов.

## Внешний вид
Песчаная мелания обладает вытянутой конической раковиной с 5—7 оборотами. Скульптура её поверхности представлена крупными радиальными рёбрами и более тонкой спиральной исчерченностью. Окраска раковины чаще всего светло-коричневая, часто c более тёмно окрашенными пятнами, которые упорядочены по спирали вдоль швов между оборотами. На голове у мелании два длинных тонких щупальца, в основании которых находятся глаза.

## Экология и особенности поведения
Песчаная мелания — растительноядный обитатель прибрежных сообществ мягких (илистых и песчаных) грунтов водоёмов со слабым течением, в которых способна достигать плотностей поселения свыше 35 000 особей на м². Как правило, мелании обитают на участках с обильной прибрежной растительностью или между камней, которые, вероятно, выступают в роли убежища от хищников. Наиболее активны моллюски ночью, днём же они закапываются в грунт.
Естественная область обитания вида — северная и восточная Африка (от Марокко и Мадагаскара до Египта) и южная Азия (от Ближнего Востока до южного Китая и Индонезии). Благодаря высокой адаптивности вид постоянно осваивает новые регионы: их вотчиной стали страны Карибского бассейна, Бразилия и юг Европы.
Вид демонстрирует очень широкий диапазон толерантности к солёности воды: известные в основном как обитатели пресных вод, мелании были встречены при солёности до 30 ‰. Также эти улитки оказываются устойчивы к низкому содержанию в воде кислорода. Оптимальная для существования этого вида температура воды — 18-25°, что, вероятно, ограничивает их распространение в более высокие широты. На границах своего ареала песчаные мелании способны переносить неблагоприятные условия, закопавшись в грунт.
Улиток этого вида (как и нескольких других видов меланий) содержат в аквариумах. Улитки не повреждают растения и большую часть времени проводят в грунте. Служат индикатором его состояния: массовый выход улиток на поверхность означает, что в грунте идет процесс загнивания.
Живут в среднем два года.

## Особенности размножения
Песчаные мелании характеризуются двумя типами размножения: амфимиктным и партеногенетическим. При этом амфимиксис является исходным вариантом, а партеногенез возникает у полиплоидных особей. Несмотря на то, что потомство амфимиктных моллюсков оказывается более конкурентоспособным, в связи с распространённостью клонального размножения доля самцов в популяции обычно невелика и редко достигает 40 %. Другим последствием интенсивного партеногенетического размножения оказывается наличие в некоторых популяциях чётко очерченных фенотипов по окраске раковины.

## Прикладное значение

### Естественный резервуар паразитов
Мелания является хозяином для партеногенетических стадий целого ряда видов трематод, в том числе и опасных паразитов человека, таких как Clonorchis sinensis и Paragonimus westermani.

### Конкуренция с местной фауной
Будучи достаточно успешным видом, песчаная мелания оказывает существенное воздействие на сообщества, в которые вселяется, в частности, вытесняет аборигенные виды брюхоногих моллюсков. Неожиданными оказались последствия вселения мелании в пресные водоёмы Бразилии: конкурентоспособный вселенец сумел сократить численность, а в некоторых водоёмах даже полностью вытеснить улиток из рода Biomphalaria, являющихся естественным резервуаром трематод из рода шистосом.